# Нова Яблона
Нова Яблона (пол. Nowa Jabłona) — село в Польщі, у гміні Неґославиці Жаґанського повіту Любуського воєводства.
Населення — 351 особа (2011).
У 1975-1998 роках село належало до Зеленогурського воєводства.

## Демографія
Демографічна структура станом на 31 березня 2011 року:
|          | Загалом | Допрацездатний вік | Працездатний вік | Постпрацездатний вік |
| -------- | ------- | ------------------ | ---------------- | -------------------- |
| Чоловіки | 157     | 34                 | 107              | 16                   |
| Жінки    | 194     | 44                 | 108              | 42                   |
| Разом    | 351     | 78                 | 215              | 58                   |